# Edmund Pappelbaum
Edmund Pappelbaum (ur. 9 listopada 1912 roku w Kargowej w Wielkopolsce, zm. 1997 w Gdyni) – komandor porucznik, kapitan żeglugi wielkiej, prawnik, inżynier budowy okrętów, obrońca Helu, kawaler Orderu Wojennego Virtuti Militari.

## Życiorys
Urodził się w Poznańskiem. W roku 1933 ukończył Szkołę Podchorążych Marynarki Wojennej. Jako świeżo mianowany podporucznik dowodził w Kadrze Floty w Gdyni plutonem rekrutów. W okresie od lutego do czerwca 1934 uczęszczał na zajęcia kursu aplikacyjnego na pokładzie hulku szkolnego ORP Bałtyk, a 1 maja dostał przydział do Dywizjonu Lotniczego w Pucku. Następnie był oficerem sygnałowym na ORP Burza, a po awansie na porucznika wrócił do Kadry Floty jako dowódca plutonu.
W latach 1936–1938 służył w baterii artylerii obrony Wybrzeża na Helu, a po odbyciu półrocznego Kursu Oficerów Obserwatorów Lotnictwa Morskiego został oficerem uzbrojenia Morskiego Dywizjonu Lotniczego. 15 września 1939 roku ewakuował się, wraz z personelem MDL, na Hel, gdzie został przydzielony do dowództwa artylerii nadbrzeżnej. Był inicjatorem i dowódcą 34. baterii, na którą składały się zdemontowane działa wież rufowych ORP Gryf.
2 października 1939, jak wszyscy obrońcy Helu poszedł do niewoli. Po wyzwoleniu wrócił do kraju i od 1945 do 1947 roku służył ponownie w Marynarce Wojennej. Był dowódcą plutonu w Samodzielnym Batalionie Morskim w Nowym Porcie i dowódcą kompanii w II Batalionie Rekruckim na Oksywiu. Na koniec pełnił obowiązki zastępcy dowódcy baterii w Redłowie.
W roku 1947 – w ramach akcji oczyszczania szeregów z oficerów przedwojennych – został przeniesiony do rezerwy i zmuszony do opuszczenia Gdyni. Pracował w Słupskim Urzędzie Morskim w Ustce, a potem w Zarządzie Małych Portów w Słupsku. W 1952 roku ukończył prawo na Uniwersytecie Poznańskim i w roku 1953 został ekspertem Polskiej Izby Handlu Zagranicznego (PIHZ).
W 1956 roku ukończył studia na Wydziale Budowy Okrętów Politechniki Gdańskiej i w lutym 1958 wrócił na morze. Pływał na statkach PŻM dosługując się w roku 1962 stopnia kapitana żeglugi wielkiej. Wrócił do Gdyni i pływał na statkach PLO do roku 1968, kiedy to został skierowany do pracy w Zarządzie Portu Gdańsk. W roku 1976 przeszedł na emeryturę, ale do roku 1980 był jeszcze ławnikiem Izby Morskiej w Gdyni.
Był jednym z twórców Panteonu Marynarki Wojennej na Oksywiu. Został pochowany na starym cmentarzu oksywskim.

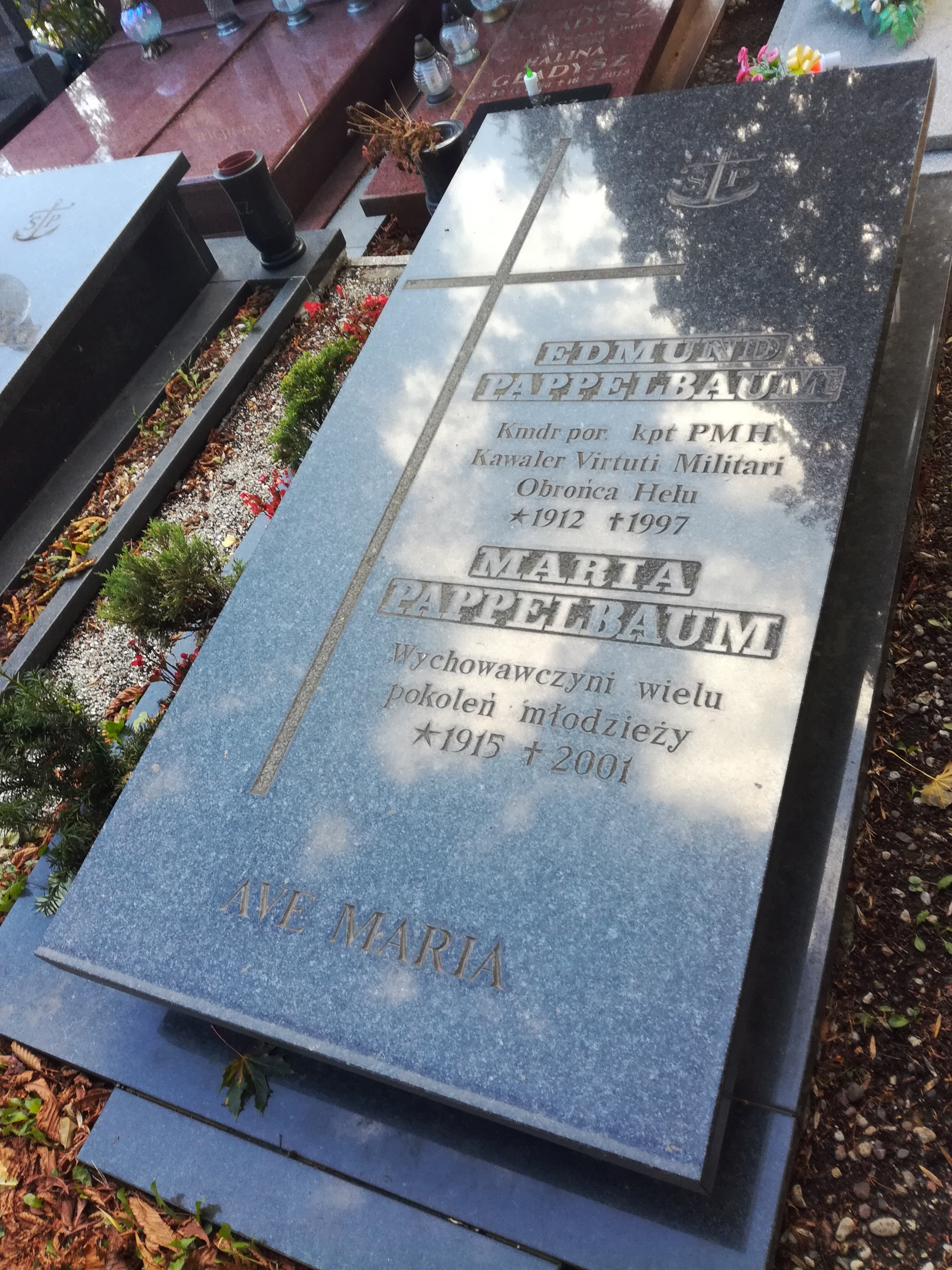
Grób kmdra por. Edmunda Pappelbauma na cmentarzu parafialnym w Gdyni-Oksywiu